# 西形まい
西形 まい（にしかた まい、11月27日 - 　 群馬県出身）は、日本の漫画家。血液型はA型。
フランスのAKATAという出版社から、『花の騎士』『GAME』がフランス語版で刊行された。

## 略歴
- 2002年、「クロスロード」（『ザ花とゆめ』掲載）でデビュー。
- 2005年、『花とゆめ』にて「ヴィーナス綺想曲」を連載開始。
- 2008年、『花とゆめ』にて「サイボーイ-改造少年-」を連載開始。
- 2010年、『花とゆめ』にて「花の騎士」を連載開始。
- 2013年、『花とゆめ』にて「ダンシグラシ」を連載開始[3]。
- 2015年、『Love Jossie』にて「GAME〜スーツの隙間〜」を連載開始。

## 作品一覧

### 連載・不定期掲載
- スイートブラック（『ザ花とゆめ』2005年 - 2007年）
- ヴィーナス綺想曲（『花とゆめ』2005年 - 2008年）
- サイボーイ-改造少年-（『花とゆめ』2008年 - 2009年）
- 花の騎士（『花とゆめ』2010年 - 2011年）
- ダンシグラシ（『花とゆめ』2013年）
- リップ スモーク（『ザ花とゆめ』2013年 - 2014年）
- GAME〜スーツの隙間〜（『Love Jossie』2015年 - ）
- GAME - in ハイスクール（『マンガPark』 2020年 - ）[4]

### 読切
- 蝶（『ザ花とゆめ』2001年5/1号）
- 笑う少年（『ザ花とゆめ』2001年10/1号）
- クロスロード（『ザ花とゆめ』2002年8/1号）
- 少年I（『別冊花とゆめ』2002年11月号）
- 仮面のピアニスト（『ザ花とゆめ』2003年2/1号） - 『スイートブラック』に収録
- ヒステリカル・エイジ（『ザ花とゆめ』2003年4/1号）
- ×-カケル-（『ザ花とゆめ』2003年6/1号）
- オープン・コード♪（『ザ花とゆめ』2003年10/1号）
- ラヴァーズ・コーディネート（『ザ花とゆめ』2004年8/1号）
- エンジェルアゲイン（『ザ花とゆめ』2004年10/1号）
- アクマと王子様（『ザ花とゆめ』2005年2/1号）
- Dramatic Works（『ザ花とゆめ』2005年8/1号）
- アイライン（『花とゆめ』2005年16号）
- キラーズ（『ザ花とゆめ』2009年2/1号）
- A Small World（『ザ花とゆめ』2009年12/1号）
- 大凶縁結び（『ザ花とゆめ』2012年2/1号） - 『リップ スモーク』に収録
- とれたてクレイジー!（『ザ花とゆめ』2012年5/1号）
- さやか君のしずく（『ザ花とゆめ』2012年11/1号） - 『ダンシグラシ』に収録
- ゴーインゴーイン★クレイジー（『ザ花とゆめ』2013年2/1号） - 『ダンシグラシ』に収録
- みつきや（『ザ花とゆめ』2014年9/1号）
- 直くんはくしゃみをガマンできない（『ザ花とゆめ』2014年12/1号）
- 鳥籠ランデヴー（『ザ花とゆめ』2015年3/1号、『ザ花とゆめ』2015年6/1号）
- ストロベリー・シロップ（『ザ花とゆめ』2015年9/1号）
- 褐色のロゼ（『ザ花とゆめ』2018年9/1号）
- 真冬のエンパシー（『ザ花とゆめ』2019年3/1号）

## 受賞歴
- 2001年 - 第296回HMC賞努力賞（「蝶」）
- 2001年 - 第38回BC賞準入選（「笑う少年」）
- 2006年 - 第31回白泉社アテナ新人大賞デビュー優秀者賞（「ヴィーナス綺想曲」）

## 書籍
- 『ヴィーナス綺想曲』白泉社〈花とゆめコミックス〉2006年 - 2008年、全5巻
- 『スイートブラック』白泉社〈花とゆめコミックス〉2007年、全1巻
- 『サイボーイ-改造少年-』白泉社〈花とゆめコミックス〉2009年、全2巻
- 『花の騎士』白泉社〈花とゆめコミックス〉2010年 - 2011年、全5巻
- 『ダンシグラシ』白泉社〈花とゆめコミックス〉2014年、全1巻
- 『リップ スモーク』白泉社〈花とゆめコミックス〉2014年、全1巻
- 『GAME〜スーツの隙間〜』白泉社〈白泉社レディースコミックス〉2016年 - 、既刊5巻（2021年10月現在）
- 『GAME-in ハイスクール-』白泉社〈白泉社レディースコミックス〉2021年 - 、既刊1巻（2021年10月現在）